# Entedononecremnus reticulatus
Entedononecremnus reticulatus är en stekelart som beskrevs av Christer Hansson och Lasalle 2003. Entedononecremnus reticulatus ingår i släktet Entedononecremnus och familjen finglanssteklar.
Artens utbredningsområde är Costa Rica. Inga underarter finns listade i Catalogue of Life.